# MIER1
MIER1‏ (MIER1 transcriptional regulator) هوَ بروتين يُشَفر بواسطة جين MIER1 في الإنسان.

## الوظيفة
يشفر هذا الجين بروتينًا تم تحديده لأول مرة في Xenopus laevis من خلال دوره في الاستجابة المبكرة لتحريض الأديم المتوسط (MIER).